# Вапишана
Вапишана — народ, проживающий в Гайане и Бразилии. Народ индейцев группы араваков. Вапишана — самоназвание. Другие самоназвания — вапидиана, даури.
Впервые были обнаружены в 1498 году при третьем путешествии Колумба. Под влиянием европейской цивилизации и католической церкви перешли от полигамии к моногамии.
В домах, строящихся, как правило, вокруг церквей, живут в основном по 2 поколения — родители и дети. Главе селения принадлежит самый большой дом, вокруг которого концентрируются дома для его родственников и приближённых. Сохранён традиционный промысел выращивания продуктов. Методом подсечно-огневого земледелия выращивают маниок. Также занимаются животноводством, выращивают крупный рогатый скот и свиней. Занимаются охотой и рыболовством.
Основными языками общения являются вапишана (включая его диалект аторари), языки макуши и пеион, английский, португальский и испанский языки. Одеваются, как правило, в набедренные повязки и передники, которые у женщин в праздничном варианте вышиваются бисером. Питаются представителя народа в основном мясом, рыбой и лепёшками из маниоковой муки.
На сегодняшний день численность народа составляет 7000 человек — 6000 в Бразилии и 1000 в Гайане.